# Gouvernement Natapei I
Sopé Natapei II
Le premier gouvernement Natapei est le conseil des ministres du Vanuatu d'avril 2001 à mai 2002.

## Formation
Les élections législatives vanuataises de 1998 produisent un parlement sans majorité qui aboutit à plusieurs  gouvernements de coalition successifs. Le premier est mené par Donald Kalpokas, du Vanua'aku Pati, de mars 1998 à novembre 1999. Le deuxième l'est par Barak Sopé, du Parti progressiste mélanésien. Ce gouvernement suscite des controverses, notamment du fait de sa proximité avec un homme d'affaires thaïlandais, Amarendra Nand Ghosh, auquel il confère divers privilèges à la légalité douteuse. En janvier 2001, Barak Sopé fait expulser du pays le journaliste Marc Neil Jones, fondateur et propriétaire du journal The Trading Post, qui a mis en lumière cette relation. Illégale, l'expulsion du journaliste (de nationalité britannique mais établi au Vanuatu) est cassée par la justice mais soulève des questions quant au respect par le gouvernement des droits civiques constitutionnels. En conséquence, l'Union des partis modérés se retire de la coalition en mars 2001 et rejoint l'opposition parlementaire menée par Edward Natapei, conférant une majorité parlementaire à l'opposition. Le président du Parlement, Paul Ren Tari, use de divers moyens anticonstitutionnels pour tenter d'empêcher le vote d'une motion de défiance contre le gouvernement au Parlement, mais le vote a finalement lieu le 13 avril. Le Parlement de Vanuatu destitue Barak Sopé, et Edward Natapei forme un gouvernement de coalition.
Le gouvernement est remanié après les élections législatives de 2002, qui produisent le deuxième gouvernement Natapei.

## Composition
Le gouvernement inclut les membres suivants ; la liste n'est peut-être pas complète.
| Poste                                                                | Titulaire | Titulaire       | Parti          |
| -------------------------------------------------------------------- | --------- | --------------- | -------------- |
| Premier ministre                                                     |           | Edward Natapei  | VP             |
| Vice-Premier ministre Ministre du Commerce                           |           | Serge Vohor     | UPM            |
| Ministre des Finances                                                |           | Joe Carlo       | VP             |
| Ministre de l'Intérieur                                              |           | Joe Natuman     | VP             |
| Ministre des Affaires étrangères                                     |           | Jean-Alain Mahé | UPM            |
| Ministre de la Santé                                                 |           | Clement Leo     | VP             |
| Ministre de l'Éducation                                              |           | Jacques Sésé    | UPM            |
| Ministre des Affaires foncières                                      |           | Sela Molisa     | VP             |
| Ministre de l'Agriculture, Ministre de la Jeunesse                   |           | Willy Posen     | UPM            |
| Ministre des Services publics, des Travaux publics et des Transports |           | Jacklyn Reuben  | sans étiquette |
| Ministre des Entreprises autochtones                                 |           | Daniel Bangtor  | VP             |